# Майдан (видавництво)
ТОВ «Майдан» — харківське видавництво, засноване у 2000 році. Директором акціонерного товариства є письменник Анатолій Петрович Стожук (з 2012 року голова Харківської обласної організації НСПУ).

## Історія
Видавництво було засноване в 2000 році письменником Анатолієм Стожуком на тлі тодішнього засилля російської та російськомовної книжки на українському ринку. Офіс видавництва розмістився в маєтку Харківського осередку НСПУ і сусідив по коридору зі старішим видавництвом «Крок» поета Віктора Тімченка.
Попри пошкодження будинку НСПУ російським ракетним обстрілом восени 2024 року, видавництво продовжує роботу.

### Скандал довкола друку бюлетенів
11 жовтня 2010 року видавництво «Майдан» уклало договір з територіальною виборчою комісією на виготовлення виборчих бюлетенів, а 15 жовтня видавництво уклало договір з підприємством «Фоліо-Плюс» про використання його виробничих потужностей для виготовлення частини накладу.
23 жовтня лідер партії «Батьківщина» Юлія Тимошенко заявила, що в Харкові друкуються фальшиві бюлетені для голосування на місцевих виборах і закликала президента Віктора Януковича і Генпрокуратуру порушити кримінальну справу за фактом незаконного друку виборчих бюлетенів. У свою чергу голова прес-служби МВС Дмитро Андрєєв заявив, що виявлені на «Фоліо-Плюс» 12 тисяч 700 бюлетенів були «розгінним тиражем», який буде знищено. Прокуратура офіційно відмовила в порушенні кримінальної справи щодо виготовлення, траспортування та передачі обласній виборчій комісії виборчих бюлетенів.

## Примітні книжки і постійні автори
До 10-річчя побратимських зв'язків між Харковом і Нюрнбергом у 2000 році у видавництві вийшла українсько-німецька антологія «Два міста», упорядкована Сергієм Жаданом.
Повна академічна збірка текстів Григорія Сковороди, укладена Леонідом Ушкаловим і видана «Майданом», дістала у 2010 році гран-прі «Книжки року».
У 2013 році «Майдан» видав книжку Ростислава Мельникова «Літературні 1920-ті. Постаті» — збірку нарисів про письменників Червоного ренесансу. Видання розраховане на студентів і викладачів, може бути використане як посібник для середньої та вищої школи.
У 2023 році видавництво надрукувало книжку «Тінь війни» журналіста й поета Леоніда Логвиненка. Це добірка його фоторобіт та віршів, створених під час повномасштабного вторгнення Росії в Україну.
Поет Олександр Бобошко зі збіркою «Per aspera», виданою «Майданом» у 2025 році, став лауреатом І-го ступеня всеукраїнської літературної премії імені Анатолія Криловця в номінації «Філософська лірика».
Постійними авторами видавництва є поет Олег Бородай і була поетеса Олександра Ковальова. Постійним автором художнього оформлення книжок «Майдану» є художник Володимир Носань.